# Miro Haček
Miro Haček, slovenski politolog, * 17. avgust 1974, Ptuj.

## Življenjepis
Rojen leta 1974 na Ptuju. Odraščal je v Razvanju pri Mariboru. V Mariboru je končal tudi osnovno šolo in drugo gimnazijo (naravnoslovno-matematični program), od koder se je vpisal na program Analiza politik in javna uprava na ljubljansko Fakulteto za družbene vede. Na Fakulteti za družbene vede Univerze v Ljubljani je diplomiral leta 1998 z nalogo Reforma lokalne samouprave v Sloveniji in njena primerjava z reformo na Češkem, Poljskem, Slovaškem in Madžarskem ter leta 2000 magistriral na temo Sistem javnih uslužbencev v Republiki Sloveniji. Na fakulteti se je konec leta 1998 zaposlil kot mladi raziskovalec, kmalu po uspešnem zagovoru doktorata marca 2004 je bil izvoljen v naziv docenta za področje politologije. Med letoma 2005 in 2007 ter med 2013 in 2017 je bil  predstojnik Oddelka za politologijo. Med letoma 2007 in 2011 je bil tudi predstojnik Katedre za analizo politik in javno upravo FDV. V začetku leta 2014 je bil izvoljen v naziv rednega profesorja za področje politologije. Poleg domicilne fakultete gostujoče predava in raziskuje tudi na več univerzah po svetu; med njimi na Washington State University, Montana State University Billings, South Dakota State University, University of North Carolina at Chapel Hill, Univerzi v Johannesburgu, Baptistični univerzi v Hong Kongu in na Univerzi v Cambridgeu. Leta 2020 je bil Fulbrightov štipendist na Black Hills State University v Južni Dakoti. 
Njegova ekspertna področja so javna uprava, primerjalna lokalna samouprava, politični sistemi, politični in upravni menedžment ter politične institucije. Je nosilec predmetov Javna uprava in Politični sistem Republike Slovenije na prvi ter predmeta Regionalna in lokalna samouprava na drugi stopnji študija.
Je (so)avtor številnih znanstvenih člankov, poglavij v večavtorskih publikacijah in člankov pri uglednih založniških hišah in v revijah, med drugim knjigi Slovenian Politics and the State (2017; Lexingon Books, ZDA) in The Peculiar Evolution of Slovenian Local Government (2023; Rowman & Littlefield, ZDA), članka The Relationship Between Civil Servants and Politicians in a Post-Communist Country: A Case of Slovenia (2006; Public Administration, Blackwell, VB) in Problems of corruption and distrust in political and administrative institutions in Slovenia (2013; Communist and Post-Communist Studies, University of California Press, ZDA) in mnoge druge.
Leta 1999 je postal generalni sekretar Slovenskega politološkega društva in to funkcijo opravljal vse do leta 2009, ko je bil izvoljen na mesto predsednika društva. Mandat je opravljal do leta 2011, ko je postal podpredsednik. Od leta 2012 do 2018 je bil podpresednik, od leta 2018 do 2024 pa predsednik Central European Political Science Association (CEPSA; Srednjeevropsko združenje za politične vede). Od leta 2024 opravlja funkcijo seniornega predsednika CEPSA. Je glavni in odgovorni urednik znanstvene revije Journal of Comparative Politics.